# Синнер, Джордж Альберт
Джордж Альберт Синнер (англ. George Albert Sinner; 29 мая 1928, Фарго, Северная Дакота — 9 марта 2018, там же) — американский политик, 29-й губернатор Северной Дакоты (1985—1992).

## Биография
Джордж Альберт Синнер родился 29 мая 1928 года в городе Фарго (штат Северная Дакота), в семье Альберта Фрэнсиса Синнера (Albert Francis Sinner) и Кэтрин Огасты Синнер, урождённой Уайлд (Katherine Augusta Sinner, née Wild). Джордж Альберт был младшим из четырёх детей. Он учился в школе в Касселтоне (Северная Дакота), а затем в подготовительной школе в Колледжвилле (Миннесота). Там же в 1950 году он окончил Университет Сент-Джонс, получив степень бакалавра искусств по философии
.
С апреля 1951 года по август 1952 года, во время Корейской войны, Синнер служил в Военно-воздушных силах США. Он входил в состав Северодакотской воздушной национальной гвардии (англ. North Dakota Air National Guard) и служил в 178-й истребительной эскадрилье (англ. 178th Fighter Squadron), дислоцированной в Валдосте (Джорджия) и Аделанто (Калифорния). В августе 1951 года Джордж Альберт Синнер женился на Элизабет Джейн Бот (Elizabeth Jane Baute) — их бракосочетание прошло в Валдосте, за несколько дней до того, как эскадрилья была переведена в Калифорнию. Впоследствии у них родились десять детей: Роберт, Джордж, Элизабет, Марта, Паула, Мэри Джо, Джеймс, Джерард, Джозеф и Эрик.
После окончания военной службы Синнер вернулся в Северную Дакоту, где он вместе со своим отцом работал на расположенной рядом с Касселтоном ферме, а затем создал компанию Sinner Brothers and Bresnahan Farming Operation, в которую входили он сам, его брат Билл Синнер (Bill Sinner), а также их родственник Эллери Бреснэн (Ellery Bresnahan).
В 1962—1966 годах Синнер был сенатором Северной Дакоты. В 1964 году он стал кандидатом на выборах члена Палаты представителей США от Северной Дакоты, но проиграл кандидату от республиканской партии Марку Эндрюсу.
Начиная с 1966 года, в течение семи лет Синнер работал в Комитете по высшему образованию штата Северная Дакота (North Dakota State Board of Higher Education), а в 1970 году он стал президентом этого комитета. Одним из его достижений было создание консорциума трёх университетов, расположенных в Фарго (Северная Дакота) и в Морхеде (Миннесота), — Университета штата Северная Дакота, Морхедского университета (ныне Университет штата Миннесота в Морхеде) и Конкордия-Колледжа. В рамках разработанной программы студенты этих университетов могли посещать необходимые курсы в каждом из трёх учебных заведений.
В 1982 году Синнер был избран членом Палаты представителей Северной Дакоты. В 1984 году он выиграл первичные выборы от демократической партии, а на выборах губернатора штата, состоявшихся 6 ноября 1984 года, он набрал более 55 % голосов и победил кандидата от республиканской партии — действующего губернатора Аллена Ольсона. По окончании первого срока Синнер опять участвовал выборах губернатора Северной Дакоты, которые состоялись 8 ноября 1988 года. Синнер победил, набрав около 60 % голосов, и остался губернатором штата на второй срок, проработав в этой должности до декабря 1992 года
.
За восемь лет пребывания Синнера в должности губернатора была проведена реорганизация правительства штата, которая в значительной степени затронула комиссию по экономическому развитию. В то же время проведение экономических реформ осложнялось финансовым кризисом, возникшим из-за самой масштабной со времени 1930-х годов засухи. Будучи губернатором, Синнер также принимал активное участие в деятельности Национальной ассоциации губернаторов — в частности, возглавлял её комитет по сельскому хозяйству и развитию сельских районов. В 1991 году Синнер принял решение не выставлять свою кандидатуру на третий срок; в частности, это было связано с ухудшившимся состоянием здоровья (в 1991 году он перенёс операцию по шунтированию сердца).
После окончания губернаторских полномочий Джордж Альберт Синнер работал вице-президентом (по связям с общественностью и правительством) компании Crystal Sugar Company, расположенной в Морхеде (Миннесота). Он скончался 9 марта 2018 года в Фарго (Северная Дакота). Похоронен на кладбище St. Leo’s Cemetery в Касселтоне (Северная Дакота).